# Sonvilier
Sonvilier (toponimo francese) è un comune svizzero di 1 240 abitanti del Canton Berna, nella regione del Giura Bernese (circondario del Giura Bernese).

## Storia
Il più antico riferimento a Sonvilier si trova in un documento del 13 luglio 1298 con cui il cavaliere Simon de Courtelary donò metà dei suoi beni  a Henri, Richard e Simon, figli di Guillaume d'Erguël e canonici del capitolo di Saint-Imier; il paese  fece quindi parte della signoria di Erguel (dipendente dal principato vescovile di Basilea) e dal 1797 al 1813 venne annesso alla Francia, per entrare poi a far parte, con il congresso di Vienna, del Canton Berna.
Nel XVIII e XIX secolo conobbe un importante sviluppo economico per la diffusione della merletteria e  della fabbricazione di orologi a domicilio, a cui seguì lo sviluppo di un vivace movimento sindacale facente capo alla Federazione del Giura aderente alla Prima internazionale; il rivoluzionario russo Michail Bakunin fu più volte in paese a tenervi degli incontri. Nel 1874 Sonvilier venne raggiunto dalla ferrovia Bienne-La Chaux-de-Fonds.

## Monumenti e luoghi d'interesse

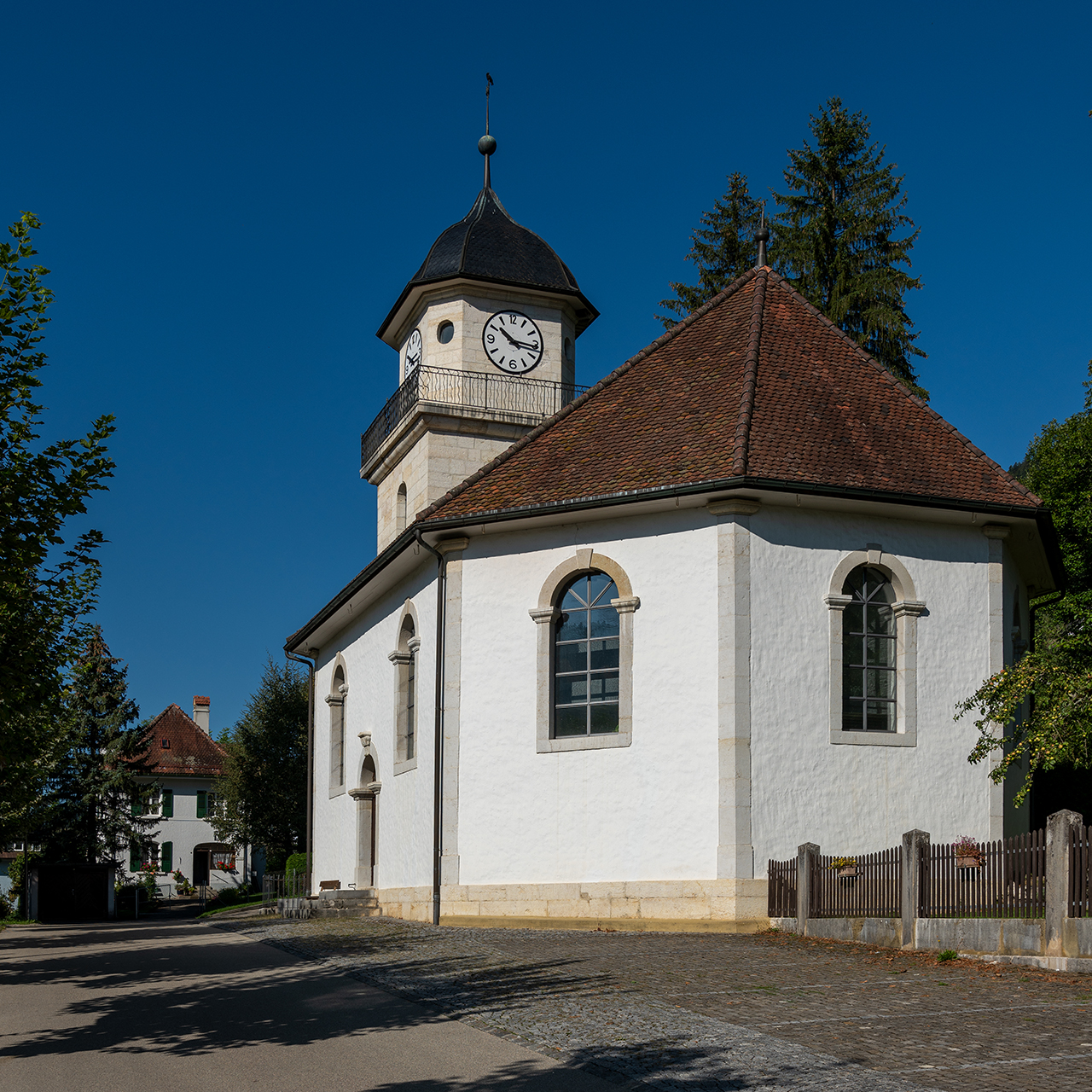
La chiesa riformata

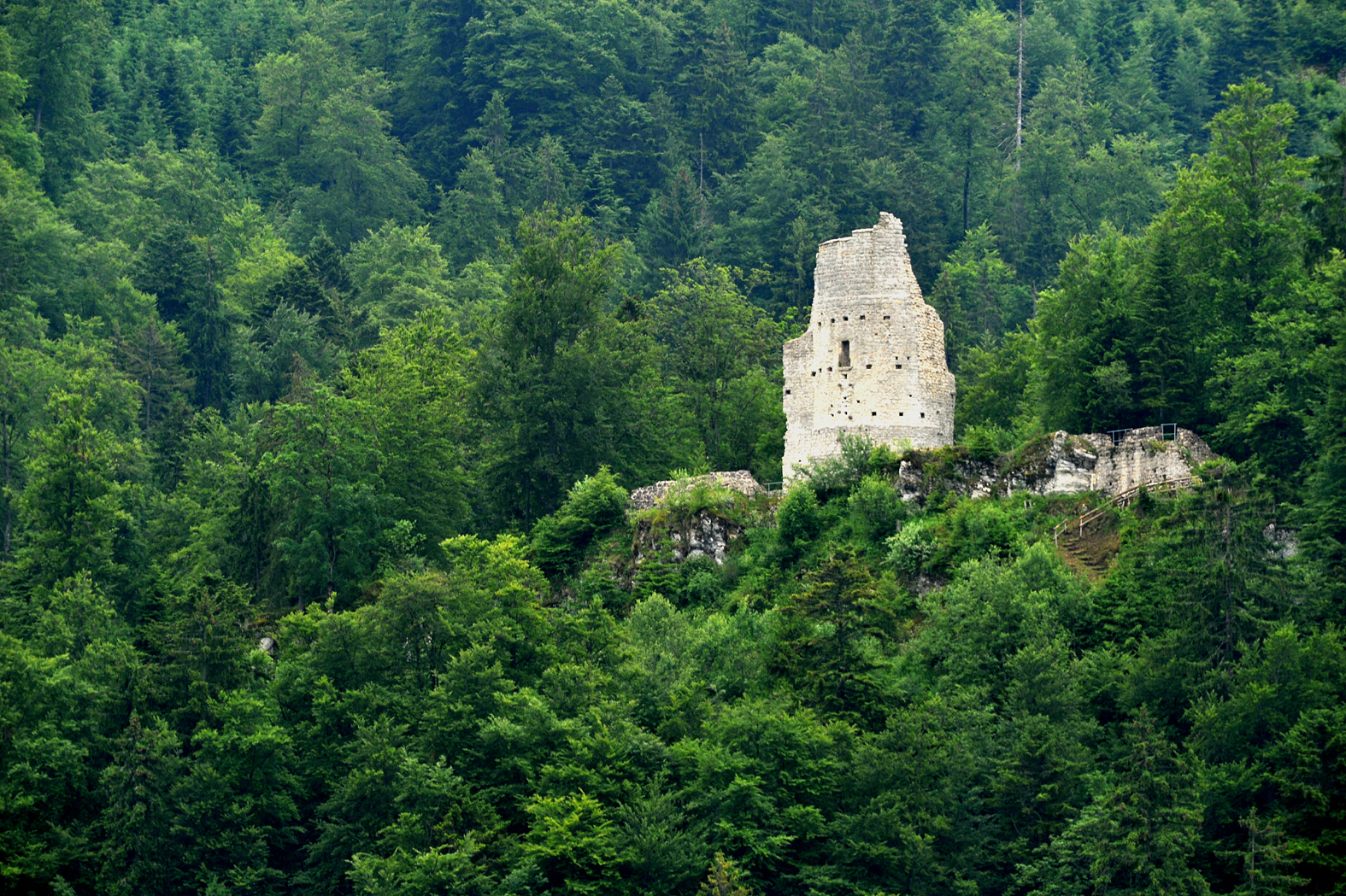
Le rovine del castello di Erguel

- Chiesa riformata, eretta nel 1832[1];
- Rovine del castello di Erguel, eretto nell'XI secolo[1].

## Società

### Evoluzione demografica
L'evoluzione demografica è riportata nella seguente tabella:
Abitanti censiti

## Economia
L'economia basata principalmente sulla produzione di orologi venne duramente colpita dalle crisi del 1930-1940 e 1970-1980. Nel  2005 il settore secondario offriva solo il 9% dei posti di lavoro, mentre il primario ne forniva la maggior parte: il 46%.

## Infrastrutture e trasporti

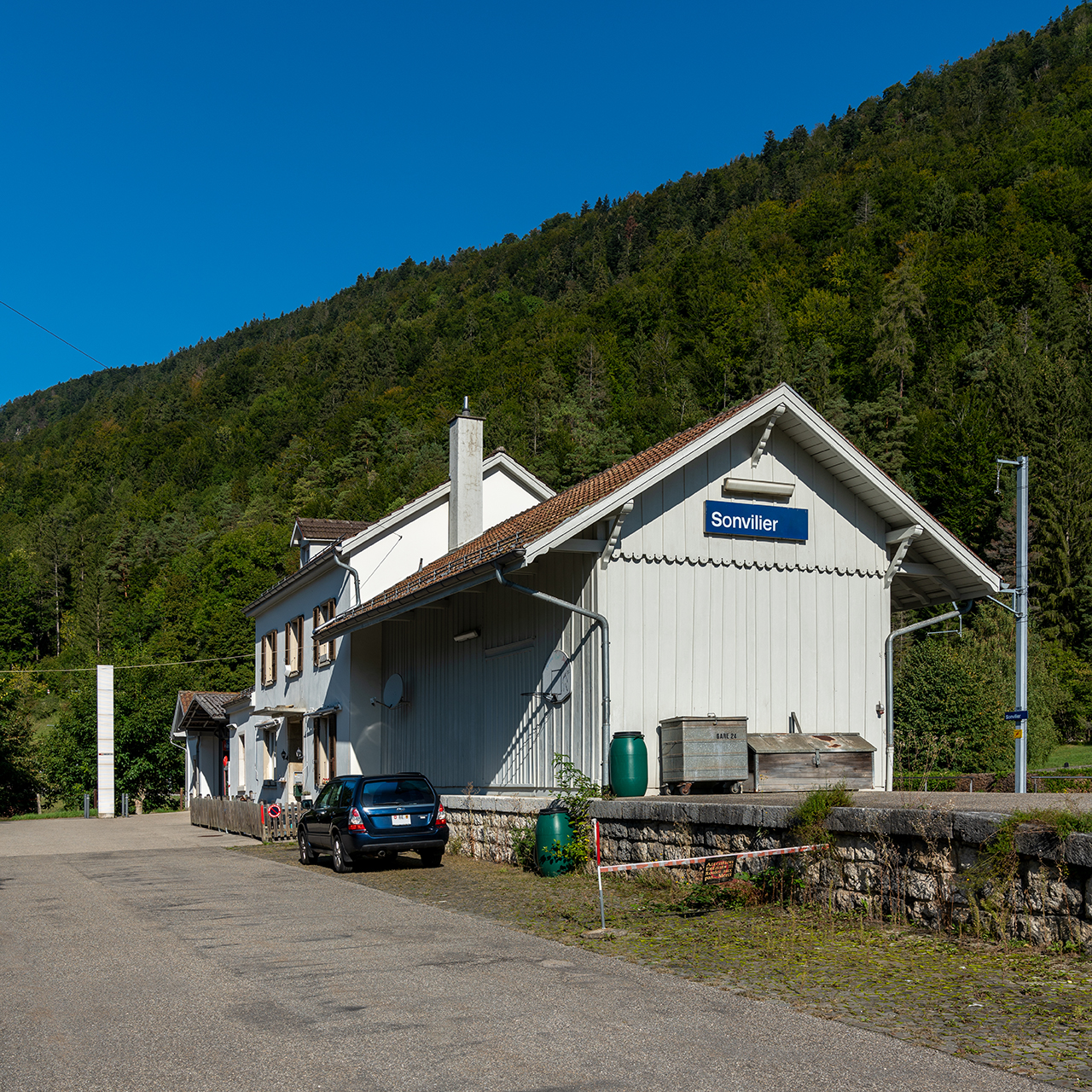
La stazione di Sonvilier

Sonvilier è servito dall'omonima stazione sulla ferrovia Bienne-La Chaux-de-Fonds.

## Amministrazione
Ogni famiglia originaria del luogo fa parte del cosiddetto comune patriziale e ha la responsabilità della manutenzione di ogni bene ricadente all'interno dei confini del comune; comune politico e comune patriziale sono stati istituiti nel 1855.